# Спичечный коробок

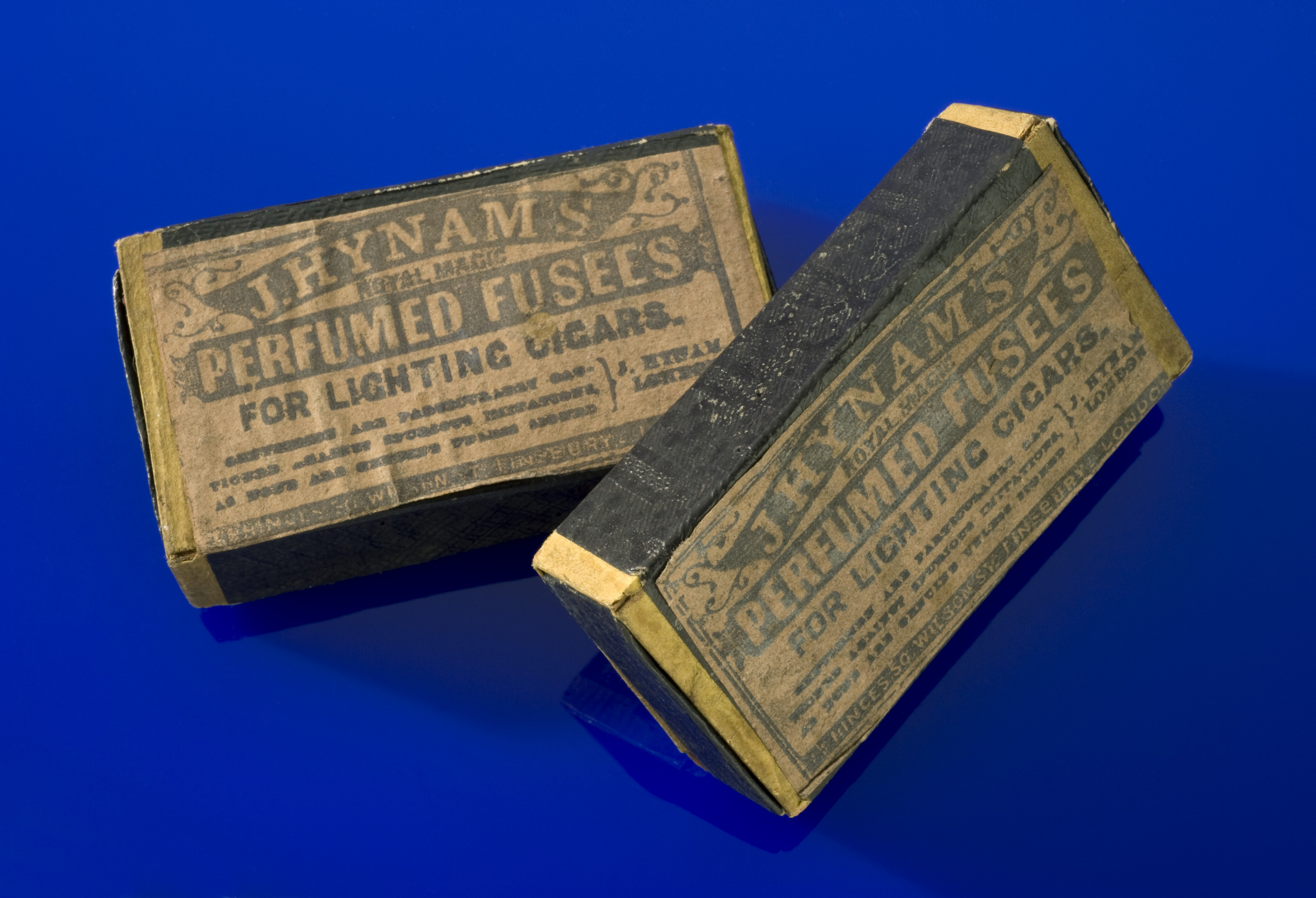
Спичечные коробки

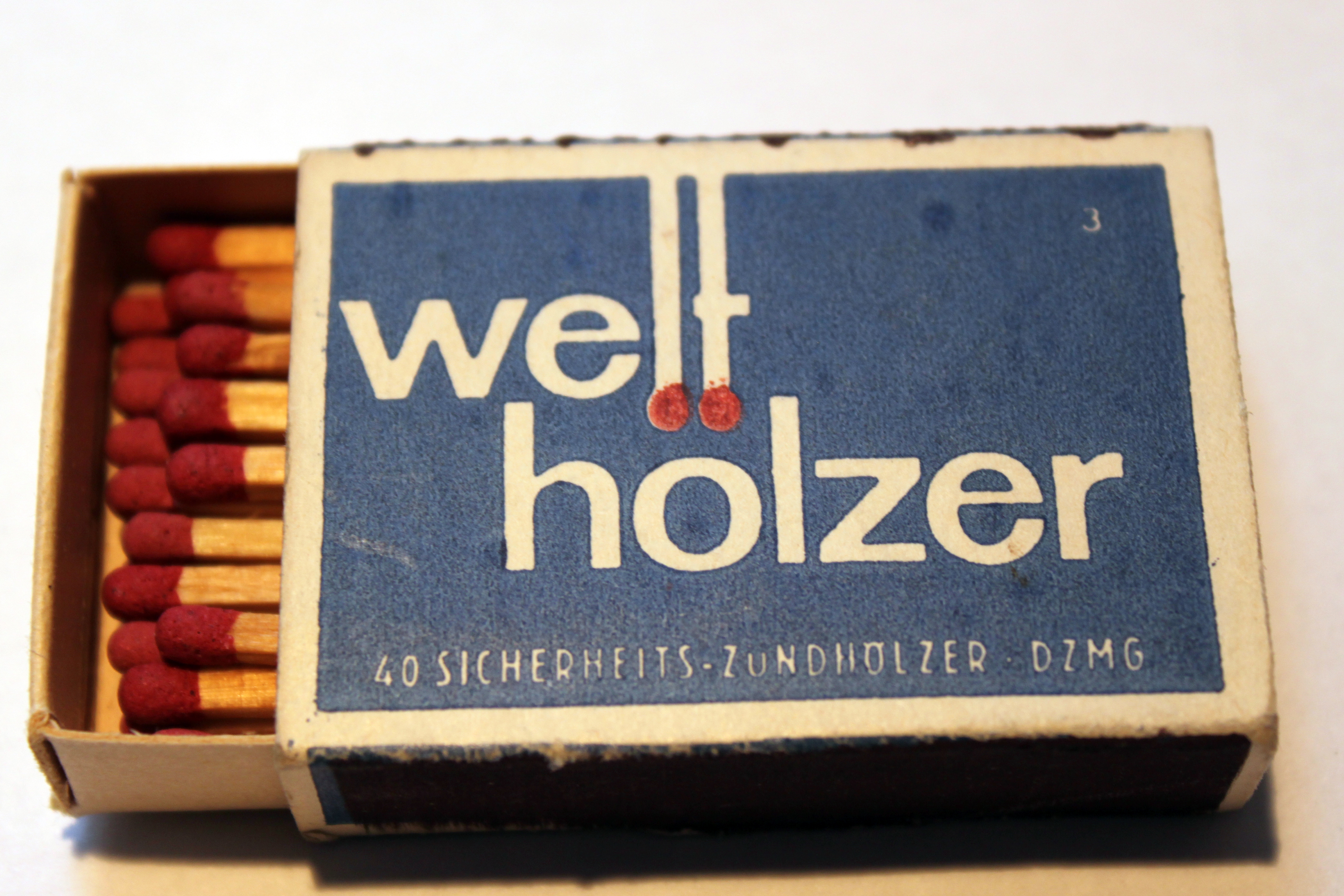
Немецкий спичечный коробок, содержащий безопасные спички

Спичечный коробок — небольшая, как правило, плотная картонная или изготовленная из шпона коробочка для хранения спичек. На боковую поверхность спичечного коробка обычно наносится тёрка для зажигания об неё спички с помощью трения. Активным веществом является красный фосфор.
Был изобретён в 1889 году. Однако, несмотря на то, что его изобрёл Джошуа Пьюсси, патент на изобретение получила компания «Diamond Match Company», которая вынесла тёрку на внешний бортик коробка. Ранее она находилась внутри.
Спичечные коробки являются предметом коллекционирования. Коллекционирование спичечных коробков, этикеток и других предметов, связанных со спичками, называется филуменией.

## Размеры коробков
В зависимости от формата, длина коробка варьируется от 50,5 до 56,5 мм.
Ширина коробка 37,5 мм
Высота коробка 18,5, 16,5 и 14,5 мм в зависимости от формата коробка

## Прочее
Также до выпуска и внедрения в обиход специальных контейнеров спичечный коробок был популярной ёмкостью для транспортировки кала на анализ.
Из спичечных коробков склеивали мини-комод для хранения радиодеталей, или игрушечную мебель. 